# Beurre noisette

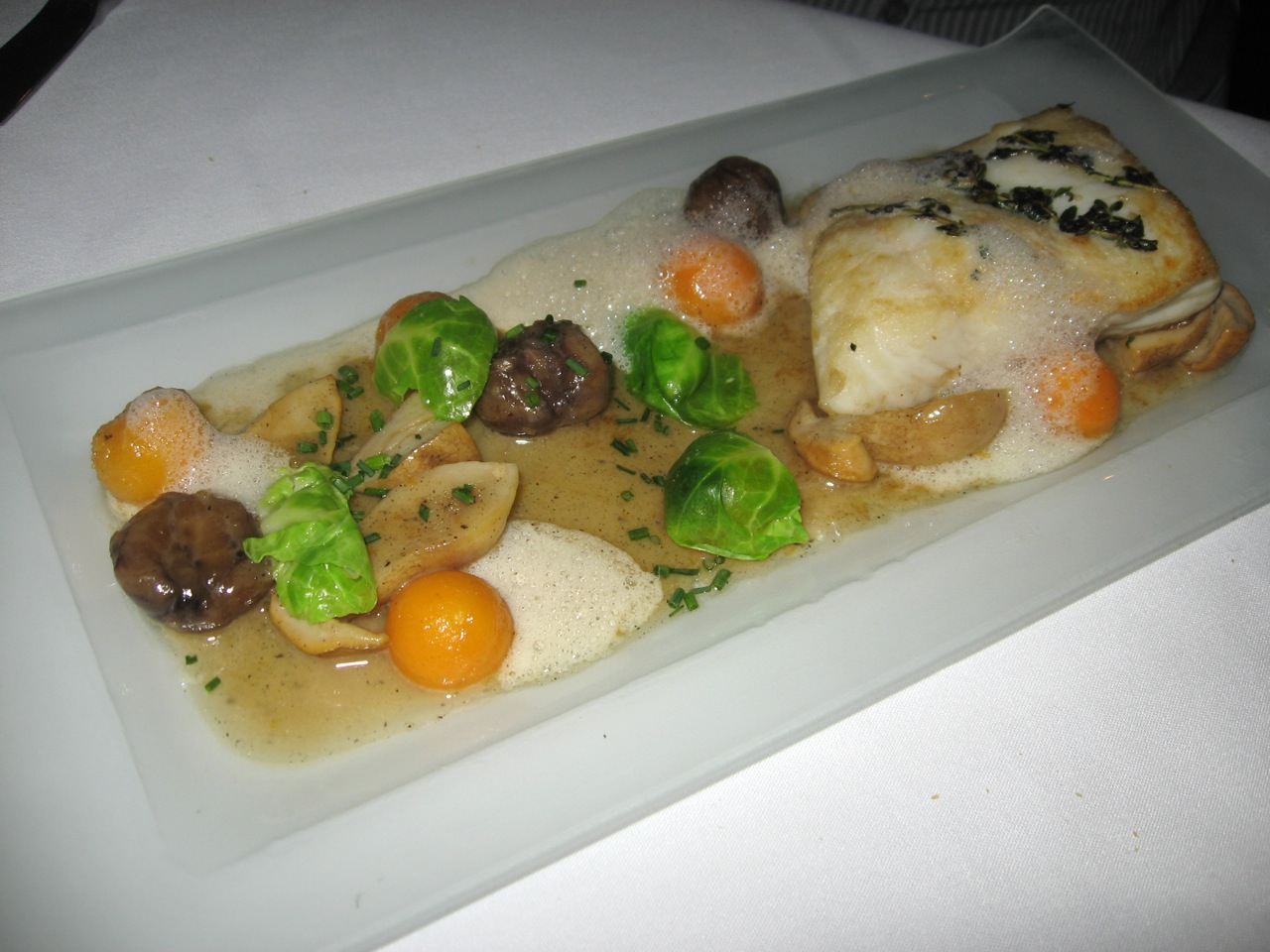
Flétan grillé à la poêle et légumes dressés dans du beurre noisette. La sauce est au fond du plat.

Le beurre noisette est une sauce de beurre chauffé qui peut être utilisée pour accompagner de nombreux aliments, notamment les légumes d'hiver, les pâtes, le poisson, les omelettes et le poulet. La sauce est aussi fréquemment utilisée en pâtisserie française.

## Préparation
Le beurre doux est fondu à feu doux pour séparer la matière grasse des résidus solides du lait. Les résidus solides tombent naturellement au fond de la casserole et, si on les laisse à feu doux, ils commencent à brunir. Quand ils prennent une couleur de noisette grillée, la casserole est retirée du feu.
Le beurre noisette peut être utilisé fondu ou bien laissé à refroidir pour reprendre une forme solide. Il a une saveur de noix et est particulièrement apprécié pour préparer des madeleines ou des financiers.
Si le beurre noisette n'est pas mélangé après préparation, il y a séparation de la partie solide (protéine) et liquide (matière grasse), on obtient du beurre clarifié appelé ghi en Asie du Sud et samna dans les pays du Moyen-Orient.